# السياحة الزراعية
تشمل السياحة الزراعية أي عملية أو نشاط قائم على الزراعة يجلب الزوار إلى مزرعة.

## الأنواع
صنفت مقالة نُشرت عام 2018 في مجلة الزراعة والأنظمة الغذائية وتنمية المجتمع أنشطة السياحة الزراعية على أنها تندرج في فئة واحدة أو أكثر: المبيعات المباشرة للمستهلكين (على سبيل المثال، أكشاك المزارع، u-pick)، والتعليم الزراعي (على سبيل المثال، المدرسة زيارات إلى مزرعة)، والضيافة (إقامة ليلية في المزرعة)، والترفيه (على سبيل المثال، الصيد وركوب الخيل)، والترفيه (على سبيل المثال، hayrides، عشاء الحصاد). أمضى معظم المزارعين الزراعيين وقتًا في زيارة أكشاك المزارع أو قطف الفاكهة أو إطعام الحيوانات؛ يمكن للآخرين التنقل في متاهة الذرة أو القيام بإقامة مزرعة، والمساعدة في الأعمال المنزلية أو الأعمال الزراعية أو المزرعة.

## المنافع الاقتصادية
أصبحت السياحة الزراعية وسيلة ضرورية لبقاء العديد من المزارع الصغيرة. من خلال تنويع العمليات التجارية، يستطيع مشغلو المزارع ضمان دخل أكثر استقرارًا. وذلك لأن أنشطة السياحة الزراعية يمكن أن تحدث خلال أوقات السنة التي قد لا تكون فيها المحاصيل في الموسم، ومن خلال توفير تدفق منفصل تمامًا للدخل. وجدت بعض الدراسات أن عمليات السياحة الزراعية غالبًا ما تفيد المجتمعات المحيطة بها من خلال جذب السياح إلى المنطقة. يمكن أن يكون التعزيز الاقتصادي من خلال زيادة حركة المرور مفيدًا للمناطق الريفية التي تحتاج إلى تدفقات متنوعة من الدخل.

## السياحة الزراعية في الدول

### إيطاليا
منذ عام 1985، يتم تنظيم السياحة الزراعية في إيطاليا رسميًا بموجب قانون دولة، تم تعديله في عام 2006. بدءًا من عام 2013، استخدمت إيطاليا علامة تجارية للقطاع، "Agriturismo Italia" ، مصحوبة بنظام جديد لتصنيف المزارع مع أماكن الإقامة. تُظهر العلامة التجارية ، التي تميز المزارع التي تعمل بانتظام وفقًا للقوانين واللوائح القائمة ، زهرة عباد الشمس تحيط بمزرعة. يمثل التصنيف (من 1 إلى 5 درجات) مستوى الراحة وتنوع الخدمات وجودة البيئة الطبيعية التي يمكن لكل مزرعة تقديمها. تم تنفيذ هذا النظام من قبل وزارة الزراعة ، بالتعاون مع جميع جمعيات السياحة الزراعية الإقليمية والوطنية. وهكذا فإن النظام الوطني يوفر ضمانة شاملة لا تزال تأخذ في الحسبان الخصائص الإقليمية المحددة.

### الولايات المتحدة
من خلال مركز المزارع الصغيرة بجامعة كاليفورنيا ، "السياحة الزراعية أو السياحة الزراعية ، هي أحد البدائل لتحسين الدخل والجدوى الاقتصادية المحتملة للمزارع الصغيرة والمجتمعات الريفية. وقد تم تطوير بعض أشكال مشاريع السياحة الزراعية جيدًا في كاليفورنيا ، بما في ذلك المعارض والمهرجانات . لا تزال هناك إمكانيات أخرى تتيح إمكانية التنمية ". قام مركز المزارع الصغيرة بجامعة كاليفورنيا بتطوير قاعدة بيانات عن السياحة الزراعية في كاليفورنيا "تزود الزوار ورجال الأعمال المحتملين بمعلومات حول مواقع السياحة الزراعية الموجودة في جميع أنحاء الولاية".

### المملكة المتحدة
وفقًا لمقال نُشر عام 2011 في مجلة Tourism Planning and Development ، أصبحت السياحة الزراعية ذات أهمية اقتصادية لقطاع الزراعة في شمال غرب إنجلترا، حيث يسعى المزارعون إلى تنويع مصادر دخلهم.

### أرمينيا
كان لتطوير السياحة الزراعية أهمية كبيرة في عملية تنشيط الحياة الريفية في أرمينيا. بصرف النظر عن المشاركة في الأنشطة الزراعية والزراعة ، فإن بعض الأنشطة البارزة الخاصة بأرمينيا هي صناعة النبيذ ونسج السجاد. هناك أيضًا مهرجانات زراعية ومعارض للمزارعين تُنظم كل عام ، مثل مهرجان "دولما" ومهرجان "باربيكيو (خوروفاتس)" ومهرجان "جاتا" وغيرها الكثير.

### الهند
يعتمد 85٪ من سكان الهند بشكل مباشر أو غير مباشر على الزراعة والأنشطة المرتبطة بها. وبالمثل ، تمثل الزراعة 26٪ من الناتج المحلي الإجمالي للهند. ولاية ماهاراشترا وكيرالا هما ولايتان في الهند تستفيدان من إمكانات السياحة الزراعية. في ولاية ماهاراشترا ، يتم الترويج للسياحة الزراعية من قبل مؤسسة تنمية السياحة الزراعية. Kuttanad و Wayanad و Palakkad و Idukki هي بعض المناطق الزراعية المهمة في ولاية كيرالا. يهدف مشروع "المزرعة الخضراء" الذي أطلقته حكومة ولاية كيرالا إلى تعزيز السياحة الزراعية في ولاية كيرالا. بصرف النظر عن ولاية كيرالا ومهاراشترا ، تعتبر ناجالاند وسيكيم أيضًا ولايات سياحة زراعية ناجحة.

### باكستان
باكستان بلد زراعي والزراعة هي قطاع حيوي في الاقتصاد الباكستاني ، يعيش حوالي 65 ٪ في المناطق الريفية ويرتبطون بشكل مباشر أو غير مباشر بمهنة الزراعة. تمثل الزراعة في باكستان 21٪ من إجمالي الناتج المحلي في الاقتصاد. تمتلك باكستان موارد طبيعية جيدة للزراعة مثل الأراضي الخصبة جيدًا ، والتدفق الطبيعي لقنوات المياه من الشمال إلى الجنوب ، وتشمل السدود ، والقناطر ، وأعمال الرأس ، والقنوات ، وقنوات التوزيع ، والفصول الأربعة ، والعمال الجادون ، وتشمل الصناعات القائمة على الزراعة مثل الدواجن ومصايد الأسماك ومنتجات الألبان والماشية. تغطي حقولنا الزراعية المحاصيل على مدار العام. لذلك تتمتع السياحة الزراعية / السياحة الزراعية / السياحة الزراعية بإمكانيات كبيرة في باكستان لقوة صغار المزارعين. شركة تنمية السياحة الزراعية في باكستان ، المؤسس طارق تانفير ، يقوم بعمل يروج لفكرة السياحة الزراعية هذه في باكستان. مزارعو العلامة التجارية ، ينظمون مهرجان حصاد الموضوعات الزراعية أكثر من 100 مهرجان سنويًا للترويج لهذه الفكرة.